# Andrzej Rozwadowski (podstoli łukowski)
Andrzej Rozwadowski herbu Rogala – podstoli łukowski w latach 1669–1674, rotmistrz królewski.
Poseł województwa lubelskiego na sejm 1667 roku. Był członkiem konfederacji generalnej zawiązanej 15 stycznia 1674 roku na sejmie konwokacyjnym.